# Matthäus Günther

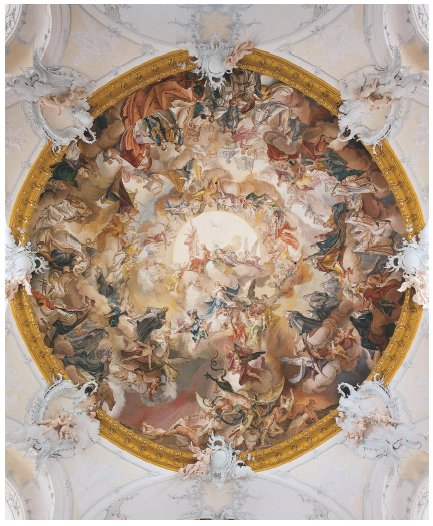
Freski Günthera w Rott am Inn

Matthäus Günther, znany także jako Mathäus (ur. 7 września 1705 w Peißenbergu, zm. 30 września 1788 w Haid k. Wessobrunn) – bawarski malarz i grafik z czasów baroku i rokoko. Zaliczany do najbardziej znaczących niemieckich malarzy rokokowych obok Christiana Winka.

## Życie
Nauki pobierał prawdopodobnie w szkole przy klasztorze Benedyktynów w Wessobrunn. Od 1721 do 1723 uczył się u malarza Simona Bernhardta w Murnau am Staffelsee. Następnie pracował do 1728 w Monachium jako czeladnik u braci Asam.
Po ukończeniu praktyki przeniósł się do Augsburga, który w tym czasie wyrastał na silny ośrodek sztuki. Przyczynił się do tego Johann Georg Bergmüller, który kierował Augsburską Akademią Sztuk Pięknych. Günther po przybyciu do Augsburga i uzyskał, dzięki ożenkowi w 1731 (w wieku 26 lat) z wdową po malarzu nazwiskiem Mack, dyplom mistrza rzemieślniczego, nabywając jednocześnie prawa miejskie. Po śmierci żony ożenił się po raz drugi w 1763 z wdową po swoim przyjacielu Georgu Übelhörze (znanym wykonawcy sztukaterii), mając lat 58. W tym samym roku, posiadając ugruntowaną sławę artysty, został kierownikiem Augsburskiej Akademii Sztuk Pięknych, jako następca Bergmüllera.
Po 1770 renoma Augsburga jako centrum sztuki zaczęła blednąć. Miastu zaczynało brakować pieniędzy na dalsze inwestycje, wielu artystów – rzemieślników emigrowało. Rozczarowany Günther zrezygnował więc z funkcji przewodniczącego Akademii w 1784 i osiadł w wiosce Haid k. Wessobrunn, gdzie zmarł cztery lata później, w wieku 83 lat.

## Dzieła
Günther pozostawił po sobie szeroką spuściznę dekoracji kościelnych. Od ok. 1730 do 1787 ozdobił freskami ok. 40 kościołów, tworząc ok. 70 fresków i 25 obrazów. Działał na obszarze Wirtembergii, Bawarii, Frankonii i Tyrolu. W czasie, gdy terminował u braci Asam, prawdopodobnie brał udział w przyozdabianiu katedry w Innsbrucku. Pierwsze samodzielne dzieło to freski w kościele farnym św. Wita w Druisheim k. Donauwörth. W klasztorze Neustift w Warnie k. Bressanone ujawnił się talent Günthera jako malarza iluzjonistycznego. Sięgał również do motywów malarstwa weneckiego, znając osobiście włoskiego malarza Giovanniego Battistę Tiepolo.
Dekorował także kościoły w Grins, Kissing (kaplicę św. Piotra), Welden, Garmisch-Partenkirchen (kościół farny św. Marcina), Rattenberg (kościół farny), Bad Tölz (kościół pielgrzymkowy), Pförring (kościół farny), Großaitingen (kaplica św. Sebastiana), Mittenwald (kościół farny św. Piotra i Pawła), Oberammergau (kościół farny św. Piotra i Pawła) i wiele innych.